# Угрюмов, Пётр Иванович
Угрюмов Пётр Иванович  (25 декабря 1897 — 1977) — участник Гражданской войны, советский общественный деятель и учёный, заведующий кафедрой экономической теории СЮИ-СГАП (1940—1941), директор СЮИ-СГАП (1938—1941).

## Биография
Родился 25 декабря 1897 года в деревне Заистобная Лальского района Кировской области. Получил домашнее образование. Родители: Иван Угрюмов и Анна Яковлевна Горячевская (1877 — после 1923), вятские крестьяне. Состоял в дальнем родстве с вятским промышленником и меценатом Яковом Алексеевичем Прозоровым.
Род Угрюмовых восходит к первой половине XVI века и известен, как минимум, с 1528 года (год рождения прародителя рода Прокофия Кондратьева-Угрюмова, чьи дети и внуки выкупили в 1605 и 1608 гг. участок на деревню Заистобную).
С 1913 года работал на железной дороге.
- В 1916 году работал на железной дороге[2].
- В 1920 году принят в члены ВКП(б). В 1921 году участвовал в подавлении Ишимского восстания (на станции Карасульская, город Ишим)[2].
- 1920—1927 годы — партийная работа в должности секретаря партийной ячейки, штатного пропагандиста Томского Губкома, заведующего отделом агитации и пропаганды райкома партии.
- В 1927—1930 годах учился в Коммунистическом университете им. Я. М. Свердлова.
- В 1933—1934 годы — заместитель проректора по учебной части Новосибирской ВПСХШ, а также заведующий кафедрой политической экономии.
- В 1934 году подготовил доклад на тему «Единство и различие абсолютной и относительной прибавочной стоимости»[3].
- 1934—1937 годы — учёба в институте Красной профессуры, читает курс лекций по политической экономии в Московском текстильном институте.
- 6 октября 1938 года Угрюмов утверждён в должности директора СЮИ.
- 1938—1941 годы — директор Саратовского государственного института им. Д. И. Курского, председатель ученого совета СЮИ[4][5], заведующий кафедрой экономической теории[6]. Неоднократно избирается депутатом Саратовского городского Совета.
- С 1947 года работал в Саратовском политехническом институте на кафедре марксизма-ленинизма.
- В 1948 году вышел в отставку в звании майора[7].

- 1951 год — защита диссертации кандидата экономических наук.
- В 1955—1959 годах заведующий кафедрой политической экономии Саратовского политехнического института[8].

Автограф Угрюмова П. И. 1968

Умер и похоронен в Саратове.

## Награды и звания
- Кандидат экономических наук (1951);
- Доцент

## Публикации

### Авторефераты диссертаций
- Угрюмов П. И. Развитие хозяйственно-организаторской деятельности Советского государства в переходный период от капитализма к социализму. Автореф. дис. … канд. эконом. наук. — М.: Институт повышения квалификации преподавателей марксизма-ленинизма при Московском Ордена Ленина государственном университете им. М. В. Ломоносова, 1952. — 13 с.

### Статьи
- Угрюмов П. И. Саратовский юридический институт // Советская юстиция — 1941 — № 16 — С. 20-21